# Kentarō Itō
Kentarō Itō (伊藤 健太郎?, Itō Kentarō; Hachiōji, 3 gennaio 1974) è un doppiatore giapponese.

## Doppiaggio
- 16bit Sensation: Another Layer (Masaru Rokuda)[1]
- Absolute Duo (Grave Phantom)
- Ayashi no Ceres (Yūhi Aogiri)
- Black Clover (Randall Luftair)
- Blade of the Immortal (Shido Hishiyasu)
- Bleach (Renji Abarai)
- Blood+ (Akihiro Okamura)
- Gokukoku No Brynhildr (Kogoro Hashiratani)
- Captain Tsubasa: Road to Dream 2002 (Ken Wakashimazu)
- D.Gray-man (Akuma Livello 3)
- Demonbane (Kurou Daijūji)
- Doraemon: Zeusdesu Naida (Kumo-Kotojin)
- Digimon Adventure (Frigimon, Yukidarumon)
- Digimon Frontier (Katsuharu)
- Dokkiri Doctor (Rokoro Shibuya)
- Dragon Shadow Spell (Sig)
- Flame of Recca (Minamio)
- Fullmetal Alchemist (Barry lo squartatore)
- Gilgamesh (Fujisaki Isamu)
- Great Teacher Onizuka (Personaggi vari)
- Hamtaro (Boss)
- Happiness! (Shinya Kamijyō)
- Hikaru no go (Tetsuo Kaga)
- Ikoku Irokoi Romantan (Ranmaru Ōmi)
- Il guerriero alchemico (Washio)
- Junjō romantica (Hiroki Kamijo)
- Kimi to, nami ni noretara (Wasabi Kawamura)
- Koutetsu Sangokushi (Shigi Taishiji)
- La corda d'oro (Ryoutaro Tsuchiura)
- Le bizzarre avventure di JoJo: Stardust Crusaders (N'Doul)
- MÄR (Mr. Hook)
- MegaMan NT Warrior (ShadowMan)
- Mega Man Star Force (Omega-Xis)
- Mega Man Star Force Tribe (Omega-Xis)
- Naruto (Choji Akimichi)
- Nadesico (Jun Aoi)
- Needless (Momiji Teruyama)
- Overlord (Luci★Fer)
- Rental Magica (Hyodo)
- Ryūsei no Rockman (War-Rock)
- Saiunkoku Monogatari (Rou Ensei)
- Shaman King Flowers (Oboro Daikyoh)
- Shenmue: The Animation (Charlie)
- Solo Leveling (Mok Jinsoo)
- Strange Dawn (Shall)
- Superior Defender Gundam Force (Deathscythe)
- The Law of Ueki (Guitar)
- The Wrong Way to Use Healing Magic (Tong)[2]
- Togainu no Chi (Touya)
- Yu-Gi-Oh! GX (Brron)
- Zombie-Loan (Asou Sotetsu)

### Character Themes
- Bleach Beat Collection - Renji Abarai
- Gomi Tamemitai na Machi de Oretachi wa Deatta
- Rosa Rubicundior, Lilio Candidior
- Standing To Defend You

### Videogiochi
- Another Code: Recollection (Ian Tyler)
- Black Matrix (Zero)
- Bleach: Blade Battlers (Renji Abarai)
- Bleach: Blade Battlers 2 (Renji Abarai)
- Bleach: Heat the Soul 2 (Renji Abarai)
- Bleach: Heat The Soul 3 (Renji Abarai)
- Bleach: Heat the Soul 4 (Renji Abarai)
- Bleach: Heat The Soul 5 (Renji Abarai)
- Bleach: Heat the Soul 6 (Renji Abarai)
- Bleach: Shattered Blade (Renji Abarai)
- Bleach: Soul Resurrección (Renji Abarai)
- Bleach: Brave Souls (Renji Abarai)
- Bleach: Rebirth of Souls (Renji Abarai)
- Breath of Fire: Dragon Quarter (Bosch)
- Capcom vs. SNK 2 (Yun)
- Capcom Fighting Jam (Yun)
- Dragon Quest Rivals (Distan)
- Dragon Quest X: Rise of the Five Tribes Offline (Distan)
- Dynasty Warriors 8 (Yue Jin)
- Dynasty Warriors 9 (Yue Jin)
- Enchanted Arms (Ooka)
- Fate/EXTRA (Monji Gatou)
- Fullmetal Alchemist: Dream Carnival (Barry lo squartatore)
- Gotcha Force (Sho Takami, G Red)
- Granblue Fantasy (Machorilla, Zarazustra)
- Hyperdimension Neptunia Mk2 (CFW Brave)
- JoJo's Bizarre Adventure: Golden Wind (Guido Mista)
- JoJo's Bizarre Adventure: Eyes of Heaven (N'Doul)
- Jump Force (Renji Abarai)
- Let's Fish! Hooked On (Ryuji Akita)
- Master Detective Archives: Rain Code (Icardi)
- Mega Man X4 (X)
- Mega Man Network Transmission (ShadowMan.EXE)
- Mega Man Star Force 2: Zerker × Ninja/Zerker × Saurian (Omega-Xis)
- Mega Man Star Force 3: Black Ace/Red Joker (Omega-Xis)
- Michigan: Report from Hell (Jean-Philippe Brisco)
- Mugen Souls (Vorgis)
- Muramasa Rebirth (Aburada Kaburata, Jiraiya)
- Naruto: Ultimate Ninja (Choji Akimichi)
- Naruto: Clash of Ninja 2 (Choji Akimichi)
- Naruto: Path of the Ninja (Choji Akimichi)
- Naruto: Ultimate Ninja 2 (Choji Akimichi)
- Naruto: Gekitou Ninja Taisen! 3 (Choji Akimichi)
- Naruto: Uzumaki Chronicles (Choji Akimichi)
- Naruto: Gekitou Ninja Taisen! 4 (Choji Akimichi)
- Naruto: Ultimate Ninja 3 (Choji Akimichi)
- Naruto: Ultimate Ninja Heroes 2: The Phantom Fortress (Choji Akimichi)
- Naruto: Uzumaki Chronicles 2 (Choji Akimichi)
- Naruto Shippuden: Ultimate Ninja 4 (Choji Akimichi)
- Naruto Shippuden: Gekitou Ninja Taisen! EX 2 (Choji Akimichi)
- Naruto: The Broken Bond (Choji Akimichi)
- Naruto Shippuden: Gekitou Ninja Taisen! EX 3 (Choji Akimichi)
- Naruto: Ultimate Ninja Storm (Choji Akimichi)
- Naruto Shippuden: Ultimate Ninja Heroes 3 (Choji Akimichi)
- Naruto Shippuden: Kizuna Drive (Choji Akimichi)
- Naruto Shippuden: Ultimate Ninja Storm 2 (Choji Akimichi)
- Naruto Shippuden: Gekitou Ninja Taisen! EX Special (Choji Akimichi)
- Naruto Shippuden: Ultimate Ninja Impact (Choji Akimichi)
- Naruto Shippuden: Ultimate Ninja Storm Generations (Choji Akimichi)
- Naruto Shippuden: Ultimate Ninja Storm 3 (Choji Akimichi)
- Naruto Shippuden: Ultimate Ninja Storm Revolution (Choji Akimichi)
- Naruto Shippuden: Ultimate Ninja Storm 4 (Choji Akimichi)
- Naruto to Boruto: Shinobi Striker (Choji Akimichi)
- Naruto x Boruto Ultimate Ninja Storm Connections (Choji Akimichi)
- Phantom Breaker (Gaito)
- Pop'n Tanks! (Bit-Man)
- Rise of the Ronin (Hirobumi Ito)
- Rogue Galaxy (Toady)
- Shin Megami Tensei: Liberation Dx2 (Hayate)
- Soul Hackers 2 (Ichiro Onda)
- Star Ocean: First Departure (Dorne Murtough)
- Street Fighter III 3rd Strike (Yun)
- Street Fighter Alpha 3 MAX (Yun)
- Super Street Fighter IV: Arcade Edition (Yun)
- Super Robot Wars Z2: Destruction Chapter (Shunsuke Akagi)
- Super Robot Wars Z2: Rebirth Chapter (Shunsuke Akagi)
- Super Robot Wars Z3: Hell Chapter (Shunsuke Akagi)
- Super Robot Wars Z3: Heaven Chapter (Shunsuke Akagi)
- Tales of Phantasia (PlayStation remake) (Chester Barklight)
- Tales of the World: Radiant Mythology (Chester Barklight)
- Tales of the Rays (Chester Barklight)
- Unicorn Overlord (Fodoquia)
- Unlimited SaGa (Mythe)
- Visions of Mana (Zable Fahr, Benevodon dell'Oscurità, Moti)
- Warriors Orochi 4 (Yue Jin)
- Ys: The Oath in Felghana (Chester Stoddart)